# San Telmo, Buenos Aires
San Telmo är en stadsdel (barrio) i Buenos Aires med 18 575 invånare (2001). San Telmo är en av Buenos Aires äldsta och mest central stadsdelar. Området har till stora delar bevarat sin koloniala bebyggelse och stenlagda gator. Torget Plaza Dorrego är centrument för antikhandlare och under helgerna förvandlas området kring torget till en öppen marknadsplats. Stadsdelen är populär bland konstnärer och musiker och ett centrum för tangomusiken.
San Telmo gränsar i norr till Montserrat, i väster till Constitución, i öster till Puerto Madero och i söder till Barracas och La Boca.

## Marknaden i San Telmo
Marknaden i San Telmo (spanska: Feria de San Telmo) ägde första gången rum 1970 och skapades av arkitekten José María Peña. Den består av 270 stånd uppställda vid torget Plaza Dorrego varje söndag mellan klockan 10 och 16.

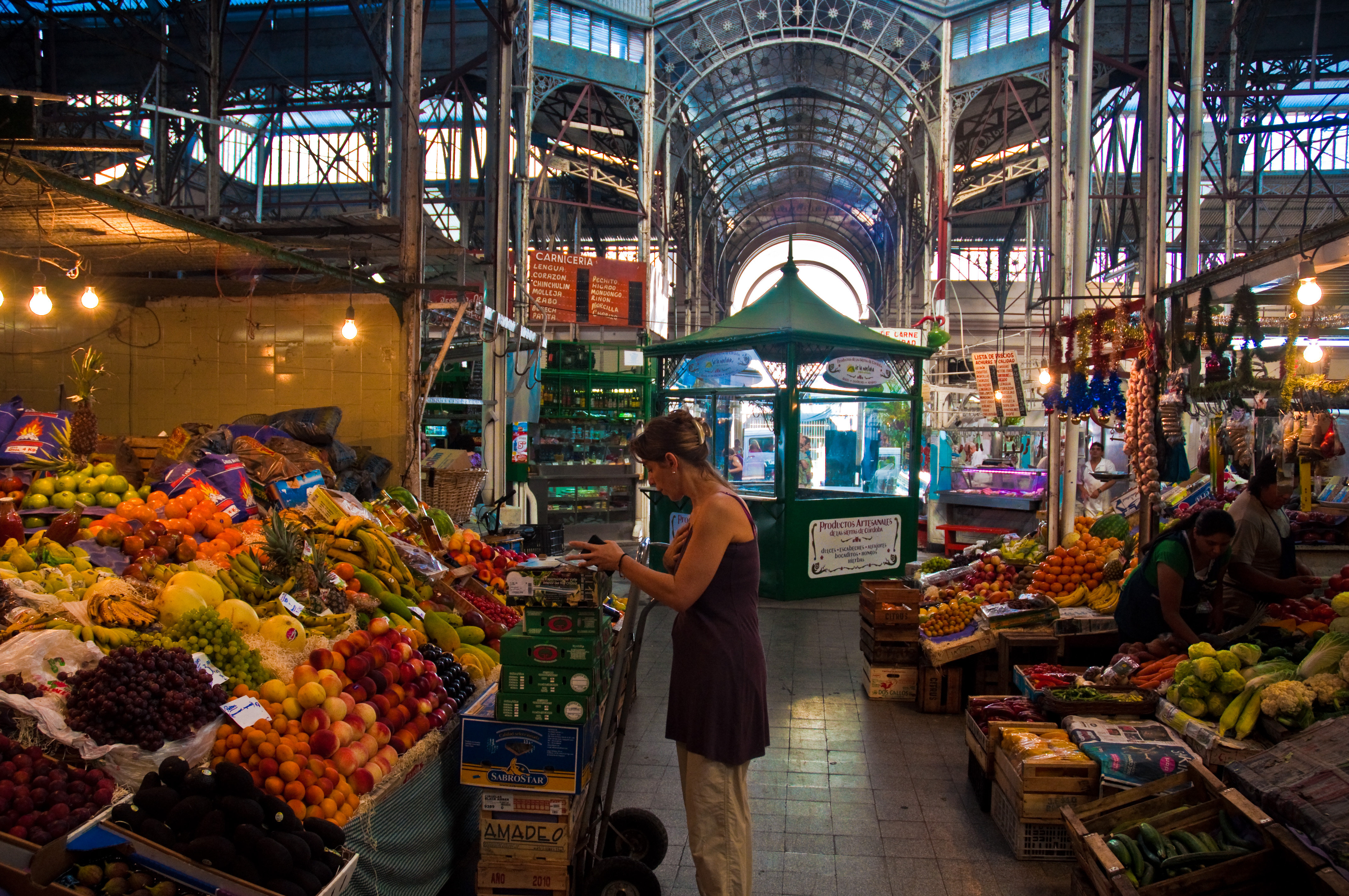
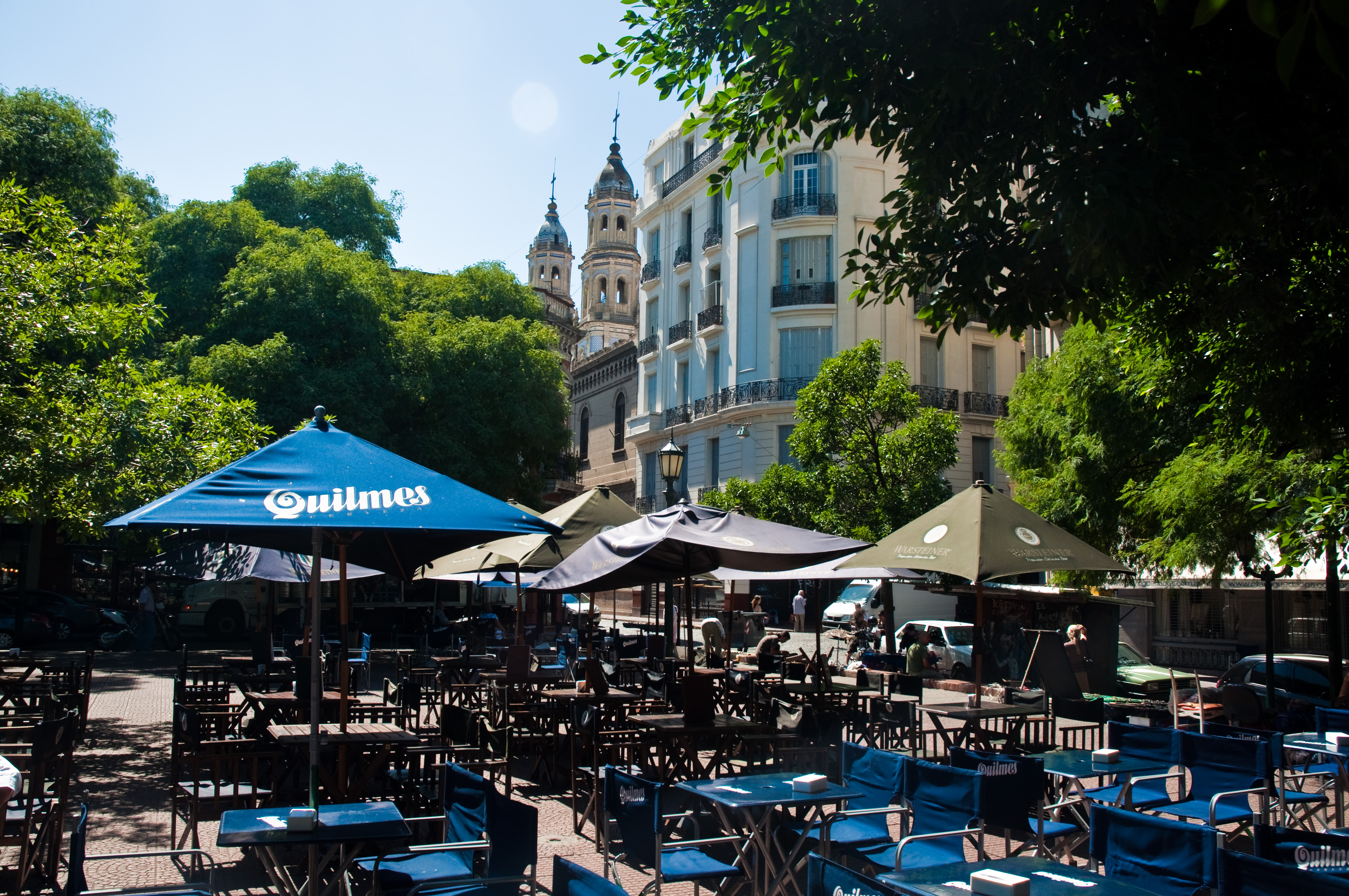